# Neotrichia abrebotella
Neotrichia abrebotella – gatunek chruścika z rodziny wodolotkowatych i podrodziny Hydroptilinae.
Gatunek ten opisany został po raz pierwszy w 2024 roku przez Stevena C. Harrisa, Briana J. Armitage’a i Tomása A. Ríosa Gonzáleza na łamach „ZooKeys”. Jako miejsce typowe wskazano Reserva Privada Landis w departamencie Renacimiento panamskiej prowincji Chiriquí. Epitet gatunkowy oznacza po hiszpańsku „otwieracz do butelek” i odnosi się do kształtu przysadek dolnych odwłoka samca.
Samce osiągają od 1,7 do 1,9 mm długości ciała. Ubarwione są brązowo. Głowa zaopatrzona jest w czułki zbudowane z osiemnastu członów. Odwłok ma pierścieniowaty segment ósmy, zaś segment dziewiąty w widoku grzbietowym i brzusznym kwadratowy z głębokim wcięciem na przedzie, a w widoku bocznym ku przodowi zwężony ku długiej apodemie pośrodkowej i zaokrąglony w tyle. Krótkie tergum dziesiątego segmentu zwęża się ku ściętemu tyłowi. Płytka subgenitalna w widoku brzusznym jest po bokach zaokrąglona, a z tyłu ścięta z płatkiem pośrodku i parą tęgich szczecin, natomiast w widoku bocznym przedwierzchołkowo szeroka, a odsiebnie zwężona w skierowany ku dołowi, pomarszczony wyrostek. Krótkie i wąskie przysadki dolne są w tyle rozdwojone na zwężający się dośrodkowo i na szczycie zaostrzony wyrostek grzbietowy oraz dłuższy od niego i rurkowaty wyrostek brzuszny. Rurukowaty fallus ma szeroką podstawę i przewężenie pośrodku; jego trzon otacza cienka paramera.
Owad neotropikalny, znany z dwóch stanowisk w Reserva Privada Landis w Panamie.